# Talon Esports
Talon Esports（簡稱：TALON或TLN）是一家總部位於香港的專業電競組織，由 Sean Zhang 和 Jazz Tham 於 2017 年成立，旗下戰隊遍佈亞太地區。參與的遊戲項目有《英雄联盟》（LoL）、《英勇競技場》（AOV）、《守望先锋》（OW）、《彩虹六號》（R6S）、《鐵拳7》和《街頭霸王V》等。
Talon 在香港、台灣、韓國和泰國開展業務，在每個地點都設有創意工作室，是成長最快的的團隊之一，在亞太地區不斷壯大，在全球擁有數百萬粉絲。

## 現役分部

### 英雄联盟（LoL）
其《英雄聯盟》戰隊因曾與 PSG Esports 合作而被稱為 PSG Talon，並於 2020 至 2024 年參加《英雄聯盟》太平洋冠軍系列賽（Pacific Championships Series，PCS），這曾是台灣、香港、澳門、東南亞地區、日本和大洋洲的頂級聯賽，而 2025 年 TALON 為英雄聯盟太平洋職業聯賽（LCP）合作戰隊。

### 傳說對決（AOV）
其《傳說對決》戰隊參加RPL職業聯賽，這是泰國的頂級聯賽。

### 彩虹六號（R6S）
其《虹彩六號：圍攻行動》中也設有分部，總部則位於韓國。PSG Esports 和 Talon Esports 於 2024 年 3 月 13 日宣布，雙方已將湯姆·克蘭西的《虹彩六號：圍攻行動》納入合作範圍。後者現有團隊隨後更名為 PSG Talon。

## 過往分部

### 鬥陣特攻（OW）
Talon Esports 於 2017 年 3 月簽約台北戰隊，加入《鬥陣特攻》職業賽場。由於未能晉級《鬥陣特攻》太平洋錦標賽第二季，該戰隊於 7 月下旬解散。
2018 年初，Talon Esports 簽約了一支全韓國戰隊，征戰太平洋賽區的「《鬥陣特攻》太平洋職業競技賽」（Overwatch Contenders Pacific，簡稱OWCP，後來更名為「Pacific Contenders」）。此後，該戰隊經歷了數次人員變動，並在多個「Pacific Contenders」（太平洋挑戰者系列賽）賽季中名列前茅。
在「Pacific Contenders」停辦後，Talon Esports 接受了「Korean Contenders Trials」（韓國挑戰者選拔賽）的邀請。該戰隊於 2022 年 9 月解散。